# بعثة سان غابرييل أركانجيل
بعثة سان غابرييل أركانجيل ( الإسبانية: Misión de San Gabriel Arcángel) هي بعثة كاليفورنية ومعلم تاريخي في سان غابرييل، كاليفورنيا. تأسست على يد الإمبراطورية الإسبانية في ذكرى ميلاد السيدة مريم في 8 سبتمبر 1771، باعتبارها البعثة الرابعة من بين ما سيصبح واحدًا وعشرين بعثة إسبانية في كاليفورنيا. سُميت سان غابرييل أركانجيل على اسم رئيس الملائكة غابرييل وغالبًا ما يشار إليها باسم "العرابة لقرية لوس أنجلوس".
صُممت البعثة من قبل أنطونيو كروزادو، الذي أعطى المبنى دعاماته المغطاة ونوافذه الضيقة الطويلة، والتي تعد فريدة من نوعها بين بعثات سلسلة كاليفورنيا. منه في عام 1805. في وسط كامبو سانتو ( المقبرة ) يوجد صليب حجري كبير تم تكريسه لأول مرة في عام 1778 ثم مرة أخرى في 29 يناير 1939. وهو بمثابة مكان الراحة الأخير لحوالي 6000 مبتدئ.
وفقًا للأسطورة الإسبانية، واجهت الحملة التأسيسية مجموعة كبيرة من شعب تونغفا الأصليين الذين كانت نيتهم إبعاد الغرباء. وضع أحد الكهنة لوحة "سيدة الأحزان" على الأرض ليشاهدها الجميع، وعندها تصالح السكان الأصليون، الذين أطلق عليهم المستوطنون اسم غابريلينوس، مع المبشرين على الفور، لأنهم تأثروا كثيرًا بجمال اللوحة. اليوم، يتدلى العمل الفني الذي يعود تاريخه إلى 300 عام في المقدمة وعلى يسار المذبح القديم والمذبح الخلفي في حرم البعثة. سُجلت مقاومة التونغفا للبعثة وما زال مدى اعتناق المبتدئين للكاثوليكية موضوعًا للنقاش بين العلماء.

## تاريخ
في أغسطس 1771، واجهت بعثة بورتولا ، التي تألفت من "عشرة جنود إسبان واثنين من الكهنة الفرنسيسكان، هنود تونغفا المسلحين على ضفاف نهر سانتا آنا ". بعد شهر واحد، تأسست بعثة سان غابرييل في 8 سبتمبر 1771، على يد فراي أنخيل فرنانديز دي لا سوميرا وفراي بيدرو بينيتو كامبون. كان الموقع المخطط للبعثة يقع على طول ضفاف نهر ريو دي لوس تمبلوريس (نهر الزلازل - نهر سانتا آنا). اختار الكهنة موقعًا بديلًا على سهل خصيب يقع مباشرة بجانب نهر هوندو في مضيق ويتير. يقع موقع البعثة القديمة ( Misión Vieja ) بالقرب من تقاطع شارع سان غابرييل وشارع لينكولن.
تم بناء البعثة وإدارتها باستخدام ما تم وصفه بالعمالة المستعبدة  من قرى تونغفا القريبة، مثل يانجا وبُنيت في موقع قرية توفيسكانجا. عندما بُنيت قرية بويبلو دي لوس أنجليس القريبة في عام 1781، تنافست البعثة مع القرية الناشئة على السيطرة على العمالة الأصلية.
زارت بعثة خوان باوتيستا دي أنزا البعثة في يناير وفبراير 1776، بعد أن زارت البعثة من قبل في عام 1774. في عام 1776، دمر فيضان مفاجئ معظم المحاصيل ودمر مجمع البعثة الأصلي، والذي تم نقله بعد ذلك على بعد خمسة أميال أقرب إلى الجبال في سان غابرييل الحالية (مستوطنة تونغفا في توفيسكانجا أو "إيسانشانجا"). كانت قرية تونغفا شيفانجا تقع أيضًا "بالقرب من الموقع الثاني لبعثة سان غابرييل" بعد أن تم التخلي عن الموقع الأصلي بسبب الفيضانات.
في الثامن من ديسمبر عام 1812 ("عيد الحبل بلا دنس للسيدة العذراء المباركة")، ضربت سلسلة من الزلازل الضخمة جنوب كاليفورنيا. تسبب زلزال سان خوان كابسترانو عام 1812 في انهيار برج الأجراس الثلاثي، الذي يقع بجوار الواجهة الشرقية للكنيسة. بُني هيكل أكبر يحتوي على ستة أجراس في وقت لاحق في الطرف البعيد من الكابيلا. على الرغم من عدم وجود سجل مصور لتوثيق شكل الهيكل الأصلي، استنتج مؤرخ العمارة ريكسفورد نيوكومب التصميم ونشر تصويرًا في عمله عام 1916 بعنوان "هندسة البعثة الفرنسيسكانية في ألتا (العليا) كاليفورنيا".
تم إجراء أكثر من 25000 معمودية في سان غابرييل بين عامي 1771 و1834، مما يجعلها الأكثر إنتاجية في سلسلة البعثات. تأثر شعب تونغفا من المستوطنات القريبة مثل قرية أكورانجا بممارسات المبشرين الفرنسيسكان، الذين حاولوا "القضاء على ما اعتبروه أمراضًا داخل مجتمع تونغفا" من خلال "التلقين الديني والعمل وإعادة هيكلة الهياكل الجنسانية والعنف"، وهو ما حدث في البعثة وما حولها. أفاد أحد المبشرين خلال هذه الفترة أن ثلاثة من كل أربعة أطفال ماتوا في بعثة سان غابرييل قبل بلوغهم سن الثانية.  يوجد ما يقرب من 6000 من شعب تونغفا مدفونين في أراضي بعثة سان غابرييل. 
وكانت هناك تقارير طوال هذه الفترة عن فرار السكان الأصليين من الظروف السائدة في البعثة. على سبيل المثال، في عام 1808، أرسل المبشرون الجندي الإسباني خوسيه بالوماريس لمطاردة بعض المبتدئين الذين فروا من البعثة. سافر الهاربون إلى قرية Wá'peat في سيرانو للهروب من البعثة. قام بالوماريس بمراقبة الهاربين في القرية وحاول التفاوض مع زعيم القرية بشأن عودتهم. لكن الرئيس رفض.